# Kyjov
Kyjov (deutsch Gaya, älter auch Geyen) ist eine Stadt mit 11.448 Einwohnern (1. Januar 2014) in Tschechien.

## Geographie
Die Stadt liegt in 192 m ü. M. südwestlich des Marsgebirges an der Kyjovka und gehört dem Okres Hodonín  an. Durch Kyjov führt die Eisenbahnfernverbindung von Brünn nach Veselí nad Moravou.

## Ortsteile
Zur Stadt Kyjov gehören die Ortsteile Bohuslavice (Bohuslawitz), Boršov (Borschau) und Nětčice (Nietschitz).

## Geschichte
Das Stadtgebiet weist eine durch archäologische Funde belegte kontinuierliche Besiedlung seit der Altsteinzeit auf.
2010 wurde bei Bauarbeiten am südwestlichen Stadtrand ein Bestattungsfeld mit 240 teilweise reich ausgestatteten langobardischen Gräbern aus der zweiten Hälfte des 6. Jahrhunderts entdeckt, die zu einer vermuteten Siedlung gehören mussten. Der Fund ist bis jetzt nur zum Teil wissenschaftlich erschlossen und gewährt neue Einblicke in Kultur und Geschichte der Langobarden.
Kyjov wurde 1126 erstmals urkundlich erwähnt und gehörte bis 1539 dem Kloster Hradisko bei Olmütz. Ab 1201 wurde der Ort als Städtchen genannt und 1284 gestattete König Wenzel II. die Errichtung einer Stadtbefestigung. Vladislav II. verlieh 1515 die Stadtrechte und das Privileg zur Verwendung eines roten Wachssiegels.

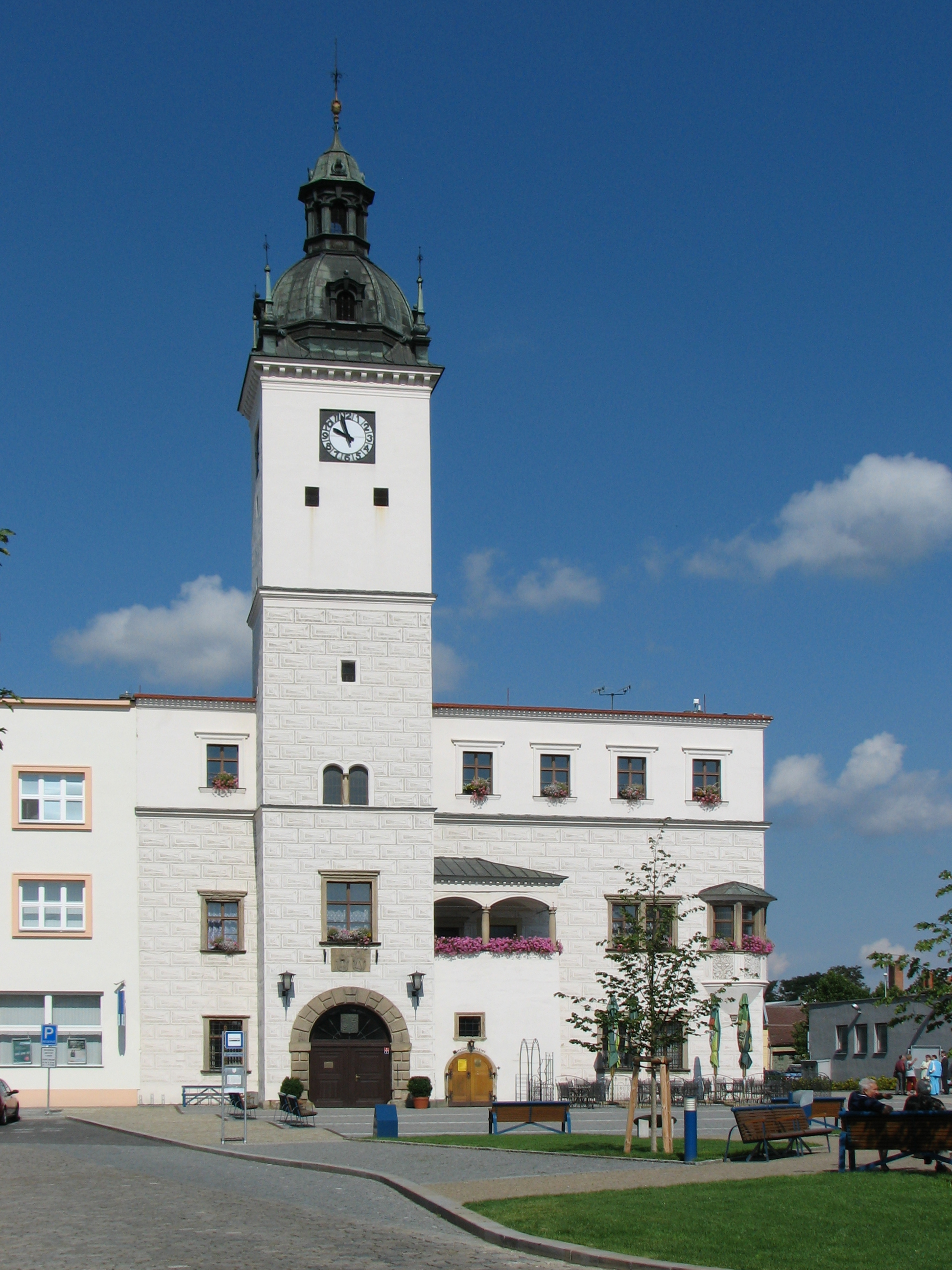
Renaissance-Rathaus von 1562 auf dem Masaryk-Platz

1539 verkaufte das Kloster die Stadt zusammen mit dem Dorf Bukovany an den mährischen Landeshauptmann Jan Kuna von Kunstadt. Später erwarb Jan Kropáč von Nevědomí auf Litenčice die Herrschaft Kyjov. 1548 kaufte sich die Stadt Kyjov zusammen mit Bukovany aus der Untertänigkeit frei und wurde zur Königsstadt erhoben. Die Kropáč blieben lange Zeit Besitzer der Herrschaft, ihnen folgten die Liechtenstein-Kastelkorn und die Salm-Reifferscheidt. 1577 kaufte die Stadt das Dorf Vřesovice auf und 1666 kam noch das wüste Kelčany hinzu.
1701 ließen sich Kapuziner in der Stadt nieder und errichteten zwischen 1713 und 1720 am Markt eine neue Kirche, die 1723 dem Patrozinium Mariä Himmelfahrt (Marienfresko über dem Portal) und den mährischen Landespatronen hll. Kyrill und Methodius geweiht wurde. Nach der Aufhebung des Klosters im Jahre 1784 wurden die Kapuziner aus der Stadt verwiesen.
Nach dem Erlass des Josephinischen Toleranzpatents siedelte sich eine bedeutende Anzahl von Juden an, die überwiegend von Handel und Gewerbe lebten und darin auch bald eine maßgebliche Rolle spielten (siehe auch Synagoge (Kyjov)). In dieser Zeit wuchs Gaya und es entstanden neue Straßen und Bebauung.
Unter Hugo Karl Eduard Salm-Reifferscheidt wurde 1844 eine Braunkohlengrube eröffnet. Nach der Aufhebung der Patrimonialherrschaften wurde Gaya 1848 zur Bezirksstadt erhoben und war auch Sitz eines Gerichtsbezirkes. 1858 gründeten die Salm-Reifferscheidt eine Glashütte, die bis heute besteht.
In der zweiten Hälfte des 19. Jahrhunderts entstand die Eisenbahn von Austerlitz über Gaya nach Bisenz und 1899 errichtete die Brünner Local-Eisenbahn-Gesellschaft die Nebenstrecke nach Mutěnice. Gegen Ende des 19. Jahrhunderts lebte in Gaya noch eine bedeutende deutschsprachige Minderheit: 1556 Einwohner waren Deutsche und 1803 Tschechen.
Während der deutschen Besetzung wurden die jüdischen Bewohner in Konzentrationslager deportiert und nur wenige überlebten diese Zeit. Die unweit des Rathauses gelegene Synagoge wurde in dieser Zeit durch Vandalismus beschädigt (abgerissen wurde sie erst 1962 im Rahmen einer Stadtsanierung). Heute erinnert an sie ein Gedenkstein. Am 28. April 1945 besetzten rumänische Truppenteile der Roten Armee die Stadt.
Nach dem Zweiten Weltkrieg erfuhr die Stadt eine erhebliche Erweiterung. Es siedelten sich neue Industrie- und Dienstleistungsbetriebe an, das Krankenhaus wurde ausgebaut und es entstanden neue Siedlungsgebiete mit entsprechender Infrastruktur. Zu den wichtigsten, staatseigenen, Betrieben gehörten die Glasfabrik, eine große Getreidemühle und eine Schraubenfabrik. Bedeutend war auch die intensive Landwirtschaft in der Stadtumgebung mit Wein-, Obst und Gemüseanbau. Bei der Gebietsreform von 1960 verlor Kyjov den Status einer Bezirksstadt, die Stadt bleibt aber weiterhin wirtschaftliches und kulturelles Zentrum der umliegenden Region. Nach Ende der 40-jährigen Plan- und Staatswirtschaft im Jahre 1989 kam es   zur Erneuerung des privaten Unternehmertums.

## Sehenswürdigkeiten

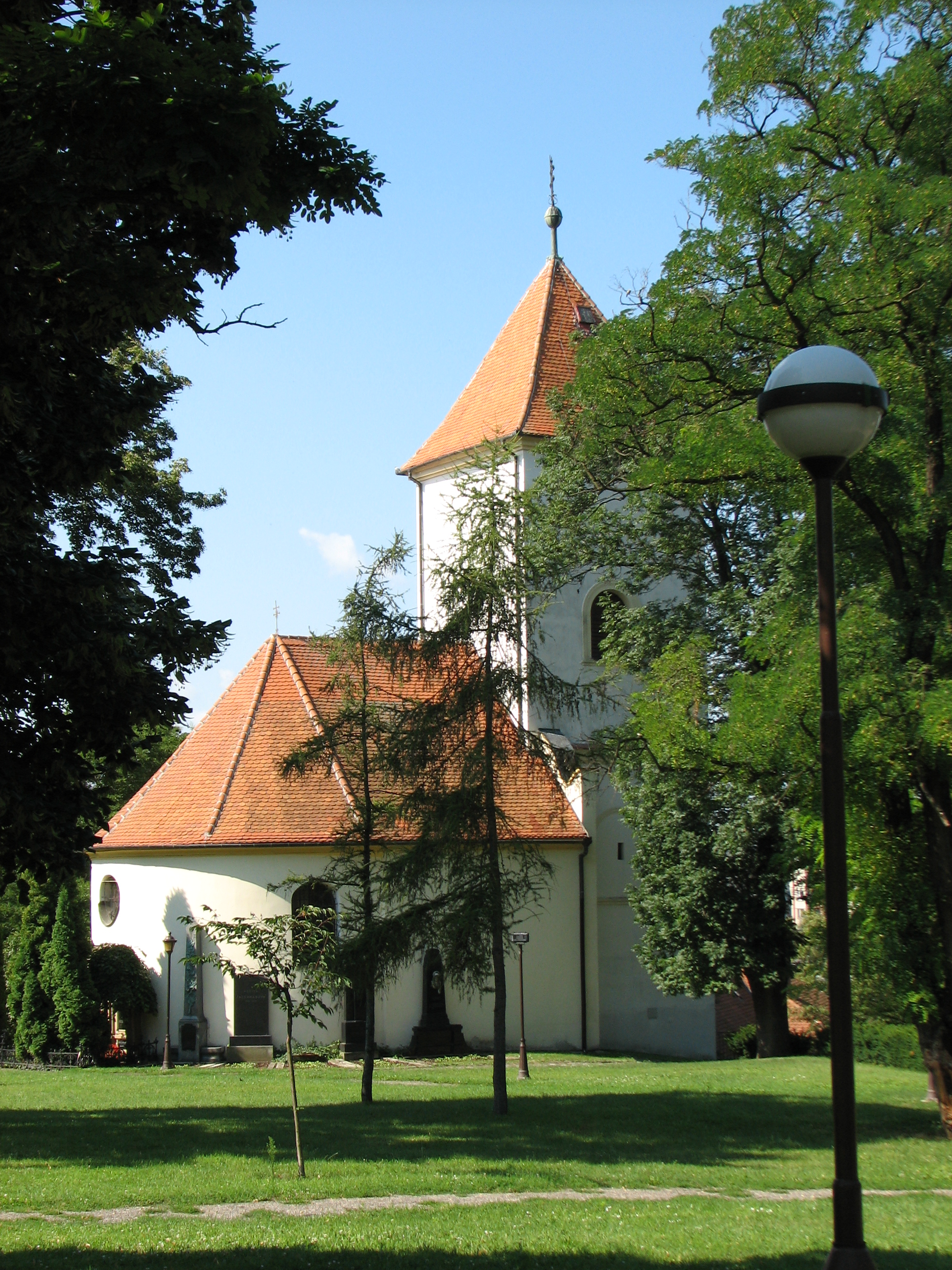
Kapelle St. Martin

- Schloss Kyjov, 1548 errichtet und im 18. Jahrhundert umgebaut, in dem Renaissancebau ist seit 1928 das Stadtmuseum mit archäologischen, historischen, natur- und volkskundlichen Sammlungen untergebracht
- Schlosskapelle St. Martin steht auf einem Hügel über der Stadtmitte, ihr Glockenturm stammt aus der bis 1786 genutzten und später ausgebrannten Pfarrkirche
- Barockkirche der Mariä Himmelfahrt am Markt mit Altarbild von Anton Maulpertsch, ursprünglich Klosterkirche der Kapuziner mit Krypta
- St.-Rochus-Kapelle auf dem höchsten Punkt der Stadt an der Straße nach Vlkoš
- Rathaus auf dem Marktplatz, erbaut in den Jahren 1561/62 im Renaissance-Stil von italienischen Architekten
- Barocke Mariensäule von 1620 vor dem Rathaus
- St. Philippius und Jakobus in Bohuslavice

## Städtepartnerschaften
Kyjov listet folgende sechs Partnerstädte auf:
| Stadt           | Land                         | seit |
| --------------- | ---------------------------- | ---- |
| Biograd na Moru | Zadar, Kroatien              | 2011 |
| Hollabrunn      | Niederösterreich, Österreich | 2005 |
| Luzk            | Wolyn, Ukraine               | 2011 |
| Prizren         | Kosovo                       | 2014 |
| Seravezza       | Toskana, Italien             | 2011 |
| Yvetot          | Normandie, Frankreich        | 1998 |

## Söhne und Töchter der Stadt
- Emil Singer (1881–nach 1942), Maler und Radierer
- Otto Molitor (1889–1965), tschechischer Maler und Bildhauer[7]
- Hugo Sonnenschein (1889–1953), deutschsprachiger Schriftsteller
- Ernst Leo Schneider (1894–1975), österreichischer Maschinenbau-Ingenieur und Erfinder
- Rudolf Adalbert Brachtel (1909–1988), deutscher SS-Hauptsturmführer und KZ-Arzt im Konzentrationslager Dachau
- Miroslav Tichý (1926–2011), Fotograf und Maler
- Vladimír Vašíček (1919–2003), abstrakter Maler
- Ivo Knoflíček (* 1962), Fußballspieler
- Jan Vlasák (* 1965), deutsch-tschechischer Schriftsteller
- Jitka Klimková (* 1974), Fußballspielerin und -trainerin
- Silvia Saint (* 1976), Pornodarstellerin und Erotikmodell
- Martin Lejsal (* 1982), Fußballspieler
- Jiří Koubský (* 1982), Fußballspieler
- Jan Bárta (* 1984), Radrennfahrer
- Nikola Sedláčková (* 1990), Fußballspielerin
- Jana Šustková (* 1998), Handballspielerin